# Hans Mohwinkel
Hans Mohwinkel, pseudònim de Henry Mohwinkel (Hamburg, 16 de maig de 1862 - 27 d'abril de 1922) fou un cantant alemany de la tessitura de baríton.
Va ser fill del propietari d'una fàbrica. Abandonà la carrera de les armes per a dedicar-se de ple a la música. Primer va treballar als teatres de Cassel, Ratisbona i Hannover, i posteriorment es contractà a Königsberg (avui Kaliningrad), Riga, Breslau (avui Wroclaw), Colònia i Mannheim. En l'última d'aquestes ciutats aconseguí fama com un dels millors intèrprets de Wagner i com a tal, fou cridat diverses vegades a Londres, per a cantar el repertori wagnerià.
De 1902 a 1907 va treballar a l'Òpera d'Hamburg. De 1907 a 1917 va treballar com a cantant i director al Teatre de la Cort de Schwerin i més tard a Hamburg com a professor de cant. Al final de la seva carrera es dedicà, amb exclusivitat, a gires pel país i l'estranger.